# Ludwig Hohl
Ludwig Hohl (Netstal, 9 aprile 1904 – Ginevra, 3 novembre 1980) è stato uno scrittore svizzero di lingua tedesca.
Figlio di Jakob Arnold, un pastore protestante, e di Anna Magdalena Zweifel, dopo aver vissuto a Vienna e nei Paesi Bassi, dal 1937 fino alla morte si è stabilito a Ginevra, scegliendo come studio una cantina. Votato a una permanente alterità, estraneo a mode e tradizioni, indifferente agli avvenimenti della sua epoca, è stato a lungo ignorato dal grande pubblico nonostante l'apprezzamento di Max Frisch, il sostegno di Friedrich Dürrenmatt, gli elogi di Peter Handke e Adolf Muschg.
Importanti riconoscimenti come il Premio Schiller (1970), il "Premio per il centenario Robert Walser" (1978) e il "Premio Petrarca" (1980) gli sono stati tributati soltanto verso la fine della sua vita. La sua fama è collegata soprattutto alle brevi narrazioni di Sentiero notturno  (Nächtlicher Weg, 1943) e La salita (Bergfahrt, 1975), il suo racconto più evocatore, ma notevoli sono anche le annotazioni di Sfumature e dettagli (Nuancen und Details, 1939-42) e le pagine meditative di Che è quasi tutta un'altra cosa  (Daß fast alles anders ist, 1967).

## Opere
- Gedichte (1925)
- Nuancen und Details. Teil I-II (1939)
- Nuancen und Details. Teil III (1942)
- Die Notizen oder Von der unvoreiligen Versöhnung. Band 1 (1943)
- Näсhtlicher Weg (1943). In italiano: Sentiero notturno. Trad. di G. Valent, Marcos y Marcos, Milano 1991, ISBN 88-716-8046-4.
- Die Notizen oder Von der unvoreiligen Versöhnung. Band 1: Teil I-VI (1944)
- Die Notizen oder Von der unvoreiligen Versöhnung. Band 2: Teil VII-XII (1954)
- Vernunft und Güte (1956)
- Wirklichkeiten. Prosa (1963)
- Nuancen und Details (1964)
- Dass fast alles anders ist  (1967)
- Drei alte Weiber in einem Bergdorf (1970)
- Bergfahrt (1975). In italiano: La salita. Trad. di Umberto Gandini, Casagrande, Lugano 1988, ISBN 88-779-5021-8.
- Die Notizen oder Von der unvoreiligen Versöhnung(1981). In italiano: Note, o, Della riconciliazione non prematura. Trad. di Paola Galimberti, Marcos y Marcos, Milano 2000, ISBN 88-716-8239-4.
- Von den hereinbrechenden Rändern. Nachnotizen. Anmerkungen. Zwei Вände (1986)
- Und eine neue Erde (1990)
- Mut und Wahl (1992)
- Jugendtagebuch (1998)